# Vuelo 9805 de Nigeria Airways
El vuelo 9805 de Nigeria Airways fue un vuelo de carga desde el aeropuerto Internacional Rey Abdulaziz en Jeda al aeropuerto Internacional de Kano Mallam Aminu en Kano, Nigeria. El 19 de diciembre de 1994, el Boeing 707-3F9C que operaba la ruta sufrió un incendio en vuelo y se estrelló en un pantano cerca de Kiri Kasama, AGL Hadejia, Nigeria. Uno de los tres tripulantes y ambos pasajeros fallecieron en el accidente. La investigación determinó que una sustancia inflamable fue la causa más probable.

## Aeronave y tripulación
La aeronave accidentada fue un Boeing 707-3F9C de 21 años y 11 meses fabricado en 1972, registrado como 5N-ABK y operando para Nigeria Airways. El avión contaba con 31.477 horas de vuelo antes del accidente. El capitán contaba con 10.917 horas de vuelo, 3.594,5 de las cuales en el Boeing 707. El primer oficial tenía licencias para operar tanto el Boeing 707 como el Boeing 727, contando con un total de 5.201 horas de vuelo, más de 2.000 de estas en el Boeing 707. El ingeniero de vuelo contaba con 2.293 horas de vuelo. En el momento del accidente el avión contaba con 2,5 horas de combustible en sus depósitos y portaba unas 35 toneladas de carga aproximadamente.

## Pasajeros
Pese a tratarse de un vuelo de carga en su interior viajaban dos pasajeros rumbo a Kano, el coordinador de tierra y el coordinador de carga, ambos perecieron en el accidente.

## Secuencia de eventos
El avión tenía previsto transportar trece palés de carga vacíos que serían rellenados en Jeda retornando posteriormente a Kano. El vuelo fue inicialmente cancelado ya que sólo cinco palés habían sido embarcados en el avión, y el empleado que tenía las llaves del almacén de palés de carga no estaba previsto que trabajara ese día. El capitán decidió cancelar el vuelo hasta que se hubieran realizado las gestiones necesarias para incluir siete palés más a bordo. El avión despegó a las 17:00 UTC aproximadamente y llegó a Jeda pocos minutos después de las 22:00 UTC. El tiempo de embarque y desembarque lleva normalmente una hora y media, pero llevó dos horas y media ya que los palés debían ser cargados tras su llegada a Jeda. El avión estaba listo para despegar a las 00:30 UTC, pero durante el procedimiento de arranque de motores, el motor número cuatro no se encendía. El motor número cuatro fue reparado y el vuelo despegó a las 13:48 UTC de camino a Kano teniendo prevista su llegada a las  18:19 UTC. El capitán no estaba advertido de que hubiera ningún material a bordo que pudiera considerarse peligroso o clasificado. El ingeniero de vuelo percibió un extraño olor en cabina a nivel de vuelo 350 cuando alcanzaba N'Djamena, a las 17:00 UTC aproximadamente. El resto de la tripulación así como el coordinador de tierra y el gestor de carga confirmaron que el olor persistió un tiempo. Los dos pasajeros siguieron el olor hasta el palé 11 y del que parecía estar saliendo humo. tras buscar un extintor lo aplicaron sobre el palé y cuando regresaron parecían estar respirando con dificultades. Tras ello se aplicó el procedimiento de evacuación de humo y el olor cesó temporalmente. El avión fue autorizado a descender a las 18:00 UTC. Poco después sonó la alarma principal seguida un minuto más tarde por el sonido de la alarma de incendio. Con humo entrando en la cabina, el avión comenzó a descender a 3000 pies (914,4 m) por minuto. Se perdió el control de los controles del timón. El ingeniero de vuelo inició una conversación por radio con la compañía a las 18:04:57 UTC que terminó súbitamente a las 18:05:04, el mismo momento en que la grabadora de voz de cabina se detuvo. Los dos supervivientes indicaron que la primera explosión desactivó el piloto automático y el avión se inclinó fuertemente. El avión descendió lentamente hasta la hierba pero al entrar en contacto con el agua perdió el control. El avión explotó nuevamente dejándolo completamente destruido.

## Causa probable
Según el informe del accidente: «La causa probable del accidente fue una sustancia inflamable oculta en alguno de los paquetes de carga del palé número 11 en el compartimento de carga del avión. El calor que emanaba del palé generó humo lo que causó una gran distracción en la cabina y posteriormente una explosión que inhabilitó los principales controles del avión».